# Rahela (Jani Virk)
Rahela je ljubezenski roman pisatelja Janija Virka. Izšel je leta 1989 pri Prešernovi založbi v Ljubljani.

## Vsebina
Roman se začne s smrtjo glavnega junaka Sama, ki pri prehitevanju tovornjaka umre v prometni nesreči. Potem sledi časovni poseg v preteklost, v čas nekaj mesecev pred nesrečo. Po dvajsetih letih na videz srečnega zakona brez otrok Samo ugotovi, da ga žena Ema, s katero je poročen že dvajset let, vara. Resnica ga osvobodi erotične navezanosti na Emo. Želel si je otroka z njo, toda ona se je temu izogibala. Samo je prosil za pomoč sodelavca na gimnaziji, vendar Ema njegovega sveta noče. Ko prijatelj pove resnico, da žena živi mimo njega, se njuno petletno prijateljstvo konča.    
Nekoč je v njeni postelji odkril zmečkano vrečko kondomov. Sam kondomov z njo ni nikoli uporabljal. Ema se je izgovarjala, da ima kondome samo zaradi stave s prijateljico Mojco. Po tistem dogodku se je od Eme odtujil in poskušal pri drugih ženskah, recimo s profesorico Maco, ki je vabila v posteljo vse profesorje na šoli. Samo z Maco ni spal, je pa od nje izprosil hlačke, ki naj bi Ema našla v njuni postelji. Hlačke je namesto nje našla Mojca, ko je šla s Samom v posteljo.     
Vse močneje čuti, da ženska, ki jo čaka že vse življenje, resnično obstaja. Na kegljišču se je zapletel v razmerje z natakarico Jasmino. Vozil se je po okoliških krajih in popival z domačini. Na enem od izletov na morje je pri fontani zagledal žensko z imenom Rahela in jo potem iskal cele tedne. Delala je na ladji, zato je ni takoj našel. Doma Ema pokaže, da ji ni vseeno, a Samo misli le na skrivnostno žensko. Nekega četrtka jo spet ugleda in dogovorita se za srečanje. V noči pred zmenkom z neznanko Rahelo mu žena pove, da je noseča. A to ničesar več ne spremeni. Ponoči se odpelje proti morju in umre v prometni nesreči. Začetek in konec romana sta torej povezana, njun skupni imenovalec pa je smrt.    